# Anthaxia ceballosi
Anthaxia ceballosi es una especie de escarabajo del género Anthaxia, familia Buprestidae. Fue descrita científicamente por Escalera en 1931.